# Revers (Medizin)
Ein Revers ist allgemein ein „Verpflichtungsschein“. In der Medizin wird dieser Begriff im Rahmen der dauerhaften oder zeitweiligen Verweigerung einer medizinischen Behandlung („Entlassung oder Beurlaubung gegen ärztlichen Rat“, „Entlassung auf Wunsch des Patienten“, „Verweigerung der stationären Aufnahme“, „Verweigerung der Behandlung durch den Rettungsdienst“) verwendet. Grundlage jeder medizinischen Hilfe ist das Einverständnis des Patienten. Der Patient muss allen Maßnahmen zustimmen, wobei die Zustimmung nicht ausdrücklich sein muss (zum Beispiel Dulden einer Therapie ohne ausdrücklichen Widerspruch des Patienten).
Als Revers wird das Dokument bezeichnet, das der Patient vor der von ihm gewünschten Entlassung unterschreiben muss/sollte. Vor allem im Rettungsdienst kommt es vor, dass der Patient die Unterschrift verweigert, wenn dieser nicht von ihm selbst gerufen wurde. Der Rettungsdienst hat de jure kein Recht dazu, auf eine Unterschrift gegen den Willen des Patienten zu bestehen. Leistet der Patient sie, ist er damit einen rechtsverbindlichen Vertrag eingegangen.
In diesem Dokument werden die möglichen Nachteile, die dem Patienten durch die Verweigerung der medizinischen Behandlung zuteilwerden können, aufgelistet und er wird darauf hingewiesen, dass nur er selbst die Verantwortung dafür trägt. Zweck ist zum einen eine rechtliche Rückversicherung des aufklärenden Arztes bzw. des Rettungsfachpersonals, zum anderen wird dem Patienten hiermit nochmal die Möglichkeit gegeben, sich erneut Gedanken über das Verweigern medizinischer Hilfe zu machen.